# The Manchurian Candidate (1962)
The Manchurian Candidate is een politieke thriller uit 1962 van regisseur John Frankenheimer. De hoofdrollen worden vertolkt door Frank Sinatra, Laurence Harvey en Angela Lansbury.
Het scenario van de film is gebaseerd op de gelijknamige roman uit 1959 van schrijver Richard Condon.
De film was aanvankelijk geen groot financieel succes en bracht 4,1 miljoen dollar op bij een budget van 2,2 miljoen. Wel kreeg de film in de jaren daarna de status van klassieker. Pas in 1988, toen de film opnieuw werd uitgebracht in de bioscopen, werd het een kassucces.
‘‘The Manchurian Candidate’’ werd genomineerd voor twee Oscars en won één Golden Globe. In 1994 werd de film vanwege de culturele, historische en esthetische kwaliteiten geselecteerd voor opname in het National Film Registry van het Amerikaanse Library of Congress.

## Verhaal

De ruitenvrouw.

Bennett "Ben" Marco wordt samen met de onuitstaanbare Raymond Shaw en nog enkele andere Amerikaanse soldaten in de val gelokt tijdens de oorlog in Korea. Ze worden met een helikopter weggevoerd naar een andere locatie, waar ze gehersenspoeld worden door enkele belangrijke Koreaanse en Russische communisten. Na deze gebeurtenis worden ze vrijgelaten en denken de Amerikaanse militairen dat ze ontsnapt zijn. Ze herinneren zich niets van de hersenspoeling.
Na hun terugkeer naar de Verenigde Staten krijgt Raymond Shaw een uiterst zeldzame eremedaille. Zijn sluwe moeder maakt hier handig gebruik van en probeert de militaire prestaties en reputatie van haar zoon te gebruiken in de campagne van haar man, senator John Yerkes Iselin. Shaw wil niet meewerken want Iselin is zijn stiefvader en niet zijn biologische vader. Bovendien is de senator dom en doet hij alles wat de moeder van Shaw hem voordraagt.
Bennett Marco is ondertussen gepromoveerd tot majoor. Hij kan echter niet slapen en genieten van zijn promotie want hij krijgt voortdurend dezelfde nachtmerrie. Hij droomt dan over de hersenspoeling en ziet hoe Shaw twee Amerikaanse soldaten vermoordt in dienst van de communisten. In eerste instantie hecht niemand veel belang aan de nachtmerrie van Marco en dus reist hij naar New York, waar hij Shaw wil ontmoeten. Hij hoopt daar de oplossing te vinden. Wanneer Shaw hem vertelt dat ook een andere soldaat dezelfde nachtmerrie heeft, is Marco door het dolle heen. Iedereen, buiten Shaw, is zich er nu van bewust dat er hersenspoeling in het spel is.
Marco krijgt de opdracht Shaw te volgen. Bovendien moet hij ook achterhalen wat het hersenspoelingsmechanisme in gang zet. Hij ontdekt dat Shaw telkens raar doet wanneer hij verplicht wordt het kaartspel patience te spelen. Met de hulp van een psychiater komt Marco te weten dat de ruitenvrouw het mechanisme in gang zet. Zodra Shaw deze kaart ziet, doet hij alles wat van hem verlangd wordt.
Marco gebruikt dezelfde kaart om Shaw om te praten en hem te verplichten niet meer te luisteren naar de persoon die hem hersenspoelt. Marco ontdekt dat de moeder van Shaw medeverantwoordelijk is voor de hersenspoeling. Met de hulp van de communisten wil ze aan de macht komen. Ze wil dit bereiken door Shaw de Republikeinse presidentskandidaat te laten vermoorden. Hierdoor zal de kandidaat voor de functie van vicepresident erg populair worden, en dat is niemand minder dan senator John Yerkes Iselin.
Marco probeert in een wedloop tegen de klok te voorkomen dat Shaw de presidentskandidaat vermoordt. Wanneer hij Shaw vindt, hoort hij dat het al te laat is. Shaw heeft geschoten, maar niet op de presidentskandidaat. Uit eigen overtuiging had hij op zijn stiefvader, senator Iselin, geschoten. Vervolgens doet Shaw zijn eremedaille aan en pleegt hij zelfmoord voor de ogen van Marco.

## Rolverdeling
| Acteur                     | Personage                  |
| -------------------------- | -------------------------- |
| Frank Sinatra              | Majoor Bennett Marco       |
| Laurence Harvey            | Raymond Shaw               |
| Janet Leigh                | Eugenie Rose Chaney        |
| Angela Lansbury            | Eleanor Shaw Iselin        |
| Henry Silva                | Chunjin                    |
| James Gregory              | Senator John Yerkes Iselin |
| Leslie Parrish             | Jocelyn Jordan             |
| John McGiver               | Senator Thomas Jordan      |
| Khigh Dhiegh               | Dr. Yen Lo                 |
| James Edwards (acteur)     | Korporaal Allen Melvin     |
| Douglas Henderson (acteur) | Kolonel Milt               |
| Albert Paulsen             | Zilkov                     |
| Berry Kelley               | Minister van Defensie      |
| Lloyd Corrigan             | Holborn Gaines             |

## Voorgeschiedenis

### De roman van Joseph Condon
In 1957 besloot een publiciteitsagent uit Hollywood Joseph Condon zich te gaan concentreren op het schrijven van een roman. Met financiële hulp van zijn voormalige baas bij United Artists kon Condon zich geheel richten op het schrijven van een politieke thriller. In 1959 verscheen het manuscript in boekvorm onder de titel ‘‘The Manchurian Candidate’’.
Het boek verscheen in een tijd dat de grote anti-communistische stroming van begin jaren vijftig was uitgewoed. Hoewel de koude oorlog voortwoedde, zagen Amerikanen niet meer achter elke lantaarnpaal een communistische spion en de tijd van een extreemrechts complot leek begraven met het verdwijnen van senator McCarthy en zijn communistische heksenjacht. Condon combineerde in zijn roman het concept van extreemrechts complot met de aloude vrees voor communistische complotten uitgevoerd door gehersenspoelde agenten. Rond 1950 met de Koreaanse oorlog op zijn hoogtepunt, was in de populaire fictie het idee van hersenspoelingen geïntroduceerd. De CIA probeerde dit idee aan schrijvers te slijten en op die manier aan het Amerikaanse publiek aannemelijk te maken hoe de communistische regering van China zijn inwoners kon indoctrineren. Het idee dat mensen konden worden gehersenspoeld heeft zijn wortels in verklaringen van Amerikaanse soldaten die tijdens de Koreaanse oorlog waren gevangengenomen. Een aantal van deze krijgsgevangenen verklaarden zich een aanhanger van het communisme en maakten aantijgingen tegen de VS. Volgens de CIA was dit een gevolg van hypnose en hersenspoelingen. Later zou dit concept worden ontkracht als een mythe, maar begin jaren vijftig beïnvloedde het de publieke opinie in hevige mate. Condons boek gaat dus niet alleen in op de angst voor communistische complotten en extreme hypnose van krijgsgevangenen, maar ook op de invloed van extreemrechts in de VS.

### Frankenheimer en Axelrod
Het was juist de nadruk op de invloed van zowel links als rechts extremisme dat regisseur John Frankenheimer zo aantrok aan het boek van Condon. Hij werd zo door het boek aangetrokken dat hij het nauwelijks neer kon leggen en vrijwel in één ruk uit las. Volgens Frankenheimer zou ‘’The Manchurian Candidate’’ een goede film kunnen opleveren. Deze mening werd gedeeld door scenarist George Axelrod die Frankenheimer had aangeraden het boek van Condon te lezen.
John Frankenheimer was afkomstig uit de televisiewereld waar hij drama’s regisseerde van beroemde tv-series als ‘’Playhouse 90’’ en ‘’Climax!’’. In 1961 zou hij ook in Hollywood doorbreken met The Young Savages gebaseerd op een van tv-drama’s ‘’The Young Stranger’’ (1957). George Axelrod was een toneelschrijver en veel gevraagd scenarist die zich richtte op scenario's van zwarte komedies zoals The Seven Year Itch (1955), Bus Stop (1956), Will Success Spoil Rock Hunter? (1957) en Breakfast at Tiffany's (1961).
Frankenheimer en Axelrod kochten de rechten van ‘‘The Manchurian Candidate’’ voor 75.000 dollar. Ze kwamen er echter al snel achter dat de meeste studio’s in Hollywood het boek niet wilden verfilmen. Zelfs acteur Robert Mitchum die de rol van Marco wilde spelen, kreeg het niet voor elkaar een studio te interesseren. Het was zanger/acteur Frank Sinatra die ervoor zorgde dat United Artists bereid was om de film te produceren. Ook Sinatra wilde de rol van Marco spelen en hij was de meest lucratieve ster voor United Artists. Het hoofd van de studio, Arthur Krim, had aanvankelijk echter problemen met de politieke achtergrond van het verhaal. Krim was erg betrokken bij de Democraten, de partij van president Kennedy, en was bang dat de laatste bezwaren zou hebben. Maar Kennedy had Condons boek ook gelezen en was erg mee ingenomen. Toen Sinatra hem vroeg of Krims studio de film kon maken, had hij ook geen enkel bezwaar.

## Scenario

### De scenaristen
Aan het begin van de zomer van 1961 verbleef George Axelrod in New York om het scenario te schrijven. Hij was bevriend geraakt met Joseph Condon, maar de laatste werkte niet mee aan het scenario. Toen Axelrod later in het jaar naar Californië vertrok, werkte hij wel intensief samen met Frankenheimer om de laatste hand aan het scenario te leggen. Frankenheimer wilde bijvoorbeeld het idee van de hersenspoeling tot in het extreme uitwerken. Hij was van mening dat de Amerikaanse samenleving al jaren werd gehersenspoeld door advertenties, politici en de gecensureerde pers. Hij had veel over hersenspoelen gelezen en was vooral geraakt door het boek ‘’Every War But One’’ (1959) van Eugene Kinkead.

### Verschillen met het boek
Axelrod en Frankenheimer weken weinig af van de roman van Condon. Een belangrijke gebeurtenis uit de roman die ze wel wijzigden was de scène waarin Marco het communistische complot verhindert door het bevel te geven dat de moeder van Raymond en diens stiefvader moeten worden geëxecuteerd. De scenaristen wilden echter niet dat het complot zou worden verhinderd door dat de held van de film een moord beveelt. Dus veranderden ze de scène zodanig dat het Raymond zelf is die zijn stiefvader doodschiet zonder bevel hiertoe van Marco. Ze voegden er een element van spanning aan toe door Marco de moord van Raymond te laten voorkomen. Omdat de moord niet langer door Marco wordt bevolen, zat er wel een gat in het plot en wel hoe Marco uiteindelijk Raymond vindt in het Madison Square Garden. Frankenheimer ging hiervoor leentjebuur spelen bij een beroemde regisseur. De oplossing kwam uit de plot voor de film Foreign Correspondent (1940) van Alfred Hitchcock. In de film lokaliseert het hoofdpersonage enige nazi's in een windmolen omdat de wieken in de verkeerde richting draaien. Voor ‘‘The Manchurian Candidate’’ verzon Frankenheimer dat Marco Raymond in zijn hokje weet te vinden, omdat het de enige is waarvan het licht brandt.
Een andere belangrijke wijziging werd aangebracht met oog op de censuur. In het boek gebruikt mevrouw Iselin de hersenspoeling van haar zoon om seks met hem te hebben. Het was uitgesloten dat Hollywoods Hays Code zelfs maar een hint naar incest zou toestaan. Dus kust mevrouw Iselin in het scenario haar zoon slechts op de lippen. Zelfs dit was al schokkend en om die reden vroeg Frankenheimer tijdens het filmen aan Angela Lansbury (mevrouw Iselin in de film) om haar hand tussen de camera en de kus te houden.
Axelrod bracht ook enige wijzigingen aan. Het was zijn idee om een van de personages te laten spelen door een Afro-Amerikaan en de scènes van de hersenspoeling door diens ogen te laten zien, met allemaal Afro-Amerikaanse personages. Het toevoegen van de droomscènes was ook de manier die Axelrod gebruikte om het chaotische karakter van Condons boek weer te geven in beelden.

### Citaten uit de realiteit
Net zoals Frankenheimer ‘leende’ van Hitchcock zo ‘leende’ ook scenarist Axelrod voor zijn scenario uit andere bronnen. In de scènes rondom de hersenspoeling bijvoorbeeld zit een lezing over hortensia’s. De tekst van de lezing kopieerde Axelrod uit een catalogus van een groothandel in zaden. Voor de speech rondom de uitreiking van de eremedaille gebruikt hij letterlijk de woorden van andere echte speeches rondom de uitreiking. In de film zit ook een scène waarin Janet Leigh Rosie, de vriendin van Bennett Marco speelt. In de film ontmoet Rosie Marco in een trein. Het gesprek dat het tweetal daar houdt, is een erg bizarre conversatie. Het gesprek lijkt ongepast voor twee mensen die elkaar nog maar net ontmoet hebben en dus denken veel filmcritici dat Rosie een soort van spionne is die werkt in dienst van de communisten. Haar gesprek dient dan bekeken te worden als activeringsmechanisme voor de hersenspoeling van Marco. Regisseur Frankenheimer ontkent dit.  Volgens hem is de speech gewoon rechtstreeks uit de roman gehaald en is er ook in het boek geen sprake van dat Rosie een agente is.

## Acteurs

### Mevrouw Iselin
Hoofdrolspeler Frank Sinatra wilde voor het personage Mrs. Iselin, de moeder van het personage Raymond Shaw, actrice Lucille Ball. Maar regisseur John Frankenheimer had eerder al samengewerkt met Angela Lansbury en besloot om haar te nemen voor de rol. In werkelijkheid is ze maar drie jaar ouder dan Laurence Harvey, die haar zoon speelt in de film. Frankenheimer overtuigde Sinatra door hem mee te nemen naar All Fall Down, de laatste film van Angela Lansbury. Na het zien van de film ging SInatra overstag.

### Bennett Marco
Hoewel het de verdienste van Frank Sinatra was geweest dat United Artists de film wilde financieren, waren Frankenheimer en Axelrod weinig ingenomen met het idee dat de zanger de rol van Marco zou vertolken. Ze beschouwden Sinatra als een moeilijke acteur om mee te werken, hij had de reputatie om te laat te komen en weigerde vrijwel altijd om scènes over te doen. De regisseur bracht zijn zorgen over aan Sinatra die echter professioneel reageerde en zei dat hij de film graag wilde maken. Sinatra was een groot bewonderaar van Frankenheimers films en wilde graag met hem werken. Wel vroeg hij of de opnames voor de film om elf uur ’s morgens konden beginnen, in plaats van om acht uur zoals normaal was in Hollywood. Sinatra ging in de regel niet voor vijf uur ’s morgens naar bed en haatte de vroege begintijden van de opnamen bij de meeste films. Wat betreft het opnieuw schieten van dezelfde opname maakte de zanger/acteur geen problemen. Hoewel hij vond dat de eerste opname meestal de meest spontane was, had hij dit keer geen bezwaar tegen meerdere opnames van dezelfde scènes.

### Raymond Shaw
Voor de rol van gehersenspoelde Raymond Shaw deden veel acteurs audities. Een van de grote kanshebbers was Tony Curtis, maar uiteindelijk werd Laurence Harvey uitverkoren. Harvey was een opkomende ster die triomfen had geoogst met films als Butterfield 8 (1960), Summer and Smoke (1961) en Walk on the Wild Side (1962). In 1959 had hij nog een Oscarnominatie gehad voor zijn rol in Room at the Top. Ondanks al deze referenties was het deels aan Harveys accent te danken dat hij de rol kreeg. Volgens Frankenheimer klonk de acteur ongeveer zoals president Kennedy sprak met een herkenbaar accent uit de staat Massachusetts.

## Productie

### Opnamen
Tussen januari en februari 1962 vonden de opnamen plaats die in totaal 39 dagen zou vergen. Alle opnames met Frank Sinatra werden op verzoek van de ster het eerst gefilmd en namen 15 dagen in beslag. Het scenario van Axelrod bevatte amper aanwijzingen voor cameraposities en Frankenheimers creativiteit werd hierdoor tot het uiterste geprikkeld. Met de scènes van de hersenspoeling met de uitgekiende montage tussen verschillende perspectieven en fantasieën, de uitgewerkte scène van de moordaanslag met het gebruik van de tv-schermen om de verschillende personages tegelijk te laten zien, werden door hem uitgewerkt. Voor de decors in de studio kon Frankenheimer terugvallen op het genie van Richard Sylbert die de fantasie van Frankenheimer op belangrijke punten in beeld uitwerkte. Een andere belangrijke bijdrage leverde cinematograaf Lionel Lindon die met behulp van losse in de hand gehouden camera’s de opnamen een bizarre sfeer gaf.

### Scènes
De meest intensieve scènes waren die van de hersenspoeling. Frankenheimer filmde de gehele sequens drie keer steeds tegen een andere achtergrond en op verschillende sets (de dames van de tuinclub, het gezichtspunt van de Afro-Amerikaanse soldaat en dat van de communistische overweldigers). Uiteindelijk werden de verschillende scènes in de montages samengevoegd om een uiterst bizar en angstaanjagend geheel te vormen.
De scènes rondom de moordaanslag namen vier dagen in beslag en werden gefilmd in een leeg Madison Square Garden in New York. Laurence Harvey loopt in zijn rol als Raymond langs de rijen lege stoelen en vindt een plekje in een hokje hoog in het gebouw. De rest van de scènes werd geschoten in het kleinere Olympic Auditorium in Los Angeles gevuld met een menigte zogenaamde congresgangers. In de montage werden de scènes toegevoegd en geven zo het idee dat Madison Square Garden was gevuld met duizenden mensen.

### Werken met Frank Sinatra
Hoewel Frankenheimer aanvankelijk erg opzag tegen het filmen met Frank Sinatra, ging hij volledig om tijdens de opnamen. Sinatra was erg gemotiveerd om aan ‘’The Manchurian Candidate’ en was enthousiast over zowel regisseur als scenario. Hij was erg ingenomen met zijn tekst en het feit dat hij voor het eerst dingen moest zeggen die hij vroeger nooit had mogen zoals doen, zoals lange, wilde speeches. Hij ging dan ook met plezier naar de set en gedroeg zich volgens Frankenheimer uiterst charmant. Hij werkte hard en probeerde zich coöperatief op te stellen. Axlrod was zo enthousiast dat hij Sinatra een ‘van de beste acteurs ter wereld noemde’. Janet Leigh die de rol van Rosie speelde, het vriendinnetje van Sinatra’s personage Marco, was blij dat Sinatra zich niet gedroeg zoals bij de opnamen van eerdere films, waarbij hij regelmatig kwaad van de set wegliep. Hij repeteerde samen met zijn tegenspelers, iets wat hij vroeger altijd weigerde en probeerde Leigh op haar gemak te stellen toen ze nerveus was voor sommige opnamen.
Sinatra bleef echter wel een hekel houden aan het steeds opnieuw opnemen van dezelfde scène. Naar eigen zeggen gaf hij zich helemaal bij de eerste opname en was dat in zijn ogen de meest enthousiaste take. Frankenheimer was het met hem eens en beperkte het aantal heropnames. Sinatra was dan ook zeer teleurgesteld toen de opnamen met de kaarten met ruitenvrouw mislukt bleken. Hij had veel energie in de scène gestoken, maar een van de camera’s was niet scherp gesteld en het gezicht Sinatra was hierdoor wazig op de filmbeelden. Keer of keer deed Frankenheimer de opname over. Hij moest echter aan Sinatra toegeven dat het enthousiasme en de frisheid van de eerste opname niet meer gehaald werd. Ten slotte liet Frankenheimer de opname met het wazige gezicht in de film. Tot zijn verbazing stoorde het niemand, zo gewend was men al geraakt aan de soms heftige en bizarre droomscènes in de film.

### Stunts
Tijdens de opnamen moest acteur Laurence Harvey in het meer in Central Park springen. De opnames warden op locatie gemaakt in het echte Central Park Lake op – wat later bleek - de koudste dag in dertig jaar. Het ijsdek op het meer moest eerst met een bulldozer worden gebroken voordat de scène kon worden opgenomen.
De film is de eerste Amerikaanse film die een vechtscène bevat tussen twee vechters die aan karate doen. Het gaat om de vechtscène tussen de personages Bennett Marco en Chunjin. Volgens de tegenspeler van Sinatra in de vechtscène, Henry Silva, werd noch door hem, noch door Sinatra gebruikgemaakt van een stuntman. Sinatra ging zo op in de karate dat hij zijn hand brak toen hij door een tafel heen viel. Hij zou nog enkele jaren na de opnamen last hebben van de gekwetste hand.

### Locaties
Een van de scènes werd gefilmd in de Bar and Grill van Jilly Rizzo in New York. Rizzo was een vriend van Sinatra. Het oude Madison Square Gardengebouw aan 8th Avenue en 49th Street werd gebruikt voor de opnames van de conventie. Het gebouw zou in 1968 worden afgebroken en vervangen door een kantoortoren. Het luxueuze vliegtuig waarin senator John Iselin campagne voert, is in werkelijkheid het vliegtuig van Frank Sinatra.

## Uitgifte
Er gaat nog altijd een gerucht dat Sinatra de film uit de roulatie liet halen na de moord op president Kennedy op 22 november 1963. Dit was echter niet waar. De werkelijkheid was echter dat de film nauwelijks publiek trok in 1963. Vertegenwoordigers van Sinatra kochten in 1972 de rechten van United Artists, maar Sinatra zelf wist daar op dat moment niets van. Tussen 1963 en 1987 werd de film nergens vertoond, dit gaf vuur aan de mythe dat er een sinister complot achter het terugtrekken van de film zat. Ook dit is niet waar. De eigenaren van de film hadden gewoon het idee dat de film een flop was. Toen de film op het New York Film Festival in 1987 werd vertoond en een onverwacht succes was, kocht United Artists de rechten terug en bracht de film in 1988 opnieuw in de bioscopen.

## Prijzen

### Golden Globes
- Beste vrouwelijke bijrol - Angela Lansbury

### National Board of Review
- Beste vrouwelijke bijrol - Angela Lansbury

## Nominaties

### Oscars
- nominatie voor Beste vrouwelijke bijrol - Angela Lansbury
- nominatie voor Beste filmmontage - Ferris Webster

### BAFTA
- nominatie voor Beste film

### Laurel Awards
- nominatie voor Beste vrouwelijke bijrol - Angela Lansbury
- nominatie voor Beste mannelijke hoofdrol - Frank Sinatra
- nominatie voor Beste actiedrama

### Directors Guild of America
- nominatie voor Beste regisseur – John Frankenheimer